# Hîrtop, Leova
Hîrtop (germană Hartop) este un sat din componența comunei Băiuș din raionul Leova, Republica Moldova.

## Demografie

### Structura etnică
Structura etnică a localității conform recensământului populației din 2004:
| Grup etnic                                               | Populație | % Procentaj  |
| -------------------------------------------------------- | --------- | ------------ |
| Băștinași declarați Moldoveni Băștinași declarați Români | 81 1      | 94,19% 1,16% |
| Bulgari                                                  | 4         | 4,65%        |
| Total                                                    | 86        |              |